# 岭南来江藤
岭南来江藤（学名：Brandisia swinglei）为玄参科来江藤属下的一个种。叶子可用作中草药，主治梅毒。

## 扩展阅读
維基物種上的相關：岭南来江藤